# Transesterification
Trong hóa học hữu cơ, phản ứng trao đổi giữa rượu và este (Tiếng Anh: Transesterification) là quá trình trao đổi nhóm R″ của một este với nhóm R′ của một rượu. Phản ứng này thường được xúc tác bằng cách thêm chất xúc tác axit hoặc bazơ hay các enzime khác điển hình là lipases  E.C.3.1.1.3.

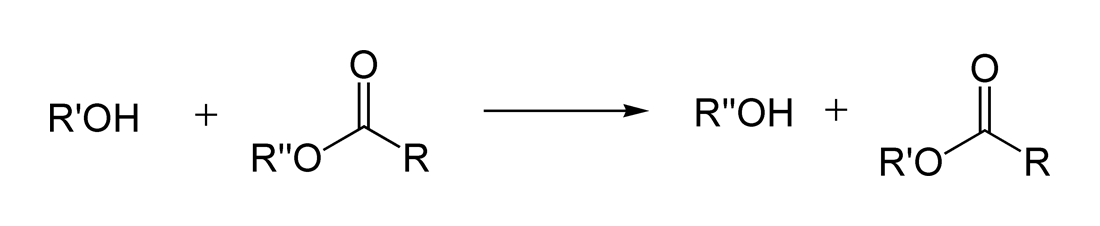
Transesterification: rượu + este → rượu mới + este mới

Các axit mạnh xúc tác phản ứng bằng cách nhường một proton cho nhóm cacbonyl, do đó làm cho nó trở thành chất điện phân mạnh hơn, và các bazơ xúc tác phản ứng bằng cách loại bỏ một proton khỏi rượu, do đó làm cho nó có nhiều nucleophin hơn. Este có nhóm alkoxy lớn hơn có thể được tạo ra từ metyl hoặc etylic este ở độ tinh khiết cao bằng cách đun nóng hỗn hợp este, axit / bazơ và rượu lớn và làm bay hơi một lượng rượu nhỏ để cân bằng.

## Cơ chế hoạt động
Trong phản ứng trao đổi giữa rượu và este, cacbon cacbonyl của este ban đầu phản ứng để tạo ra chất trung gian có dạng tứ diện, chất này trở lại nguyên liệu ban đầu hoặc tạo thành sản phẩm được transesterification hóa (RCOOR 2 ). Các phân tử khác nhau tồn tại ở trạng thái cân bằng, và sự phân bố sản phẩm phụ thuộc vào năng lượng tương đối của chất phản ứng và sản phẩm.

## Ứng dụng

### Sản xuất polyester
Ứng dụng quy mô lớn nhất của transesterification là trong tổng hợp polyeste. Trong ứng dụng này, các dieste trải qua quá trình transterification với các diol để tạo thành các đại phân tử. Ví dụ, dimethyl terephthalate và ethylene glycol phản ứng để tạo thành polyethylene terephthalate và metanol, được làm bay hơi để xúc tác phản ứng tiếp tục.

### Methanolysis và sản xuất diesel sinh học
Phản ứng nghịch, methanolysis, cũng là một ví dụ của transesterification. Quá trình này đã được sử dụng để tái chế polyeste thành các monome riêng lẻ (xem phần tái chế nhựa). Nó cũng được sử dụng để chuyển đổi chất béo (chất béo trung tính) thành dầu diesel sinh học. Chuyển đổi này là một trong những ứng dụng đầu tiên của transesterification. Dầu thực vật chuyển hóa (diesel sinh học) được sử dụng để cung cấp năng lượng cho các phương tiện vận tải hạng nặng ở Nam Phi trước Thế chiến thứ hai.
Nó đã được cấp bằng sáng chế ở Mỹ vào những năm 50 của thế kỷ XX bởi Colgate, mặc dù quá trình chuyển hóa biolipid có thể đã được phát hiện sớm hơn nhiều. Vào những năm 1940, các nhà nghiên cứu đang tìm kiếm một phương pháp để sản xuất glycerol dễ dàng hơn, được sử dụng để sản xuất chất nổ dùng làm vũ khí cho Thế chiến thứ hai. Nhiều phương pháp được các nhà sản xuất sử dụng ngày nay có nguồn gốc từ nghiên cứu ban đầu của những năm 1940.
Gần đây, các nhà nghiên cứu Nhật Bản cũng đã chứng minh rằng quá trình chuyển hóa biolipid có thể sử dụng phương pháp metanol siêu tới hạn, theo đó ở nhiệt độ cao, các bình áp suất cao được sử dụng để xúc tác vật lý phản ứng biolipid / metanol thành các metyl este của axit béo.

### Chuyển hóa chất béo
Quá trình chuyển hóa chất béo được sử dụng trong công nghiệp chế biến thực phẩm để tái tổ hợp các axit béo của Triglixerit trong chất béo ăn được và dầu thực vật. Ví dụ, một chất béo rắn với hầu hết là axit béo bão hòa có thể được chuyển hóa bằng dầu thực vật có hàm lượng axit không bão hòa cao, để tạo ra chất béo bán rắn có thể lan truyền mà phân tử có sự kết hợp của cả hai loại axit.

### Tổng hợp
Phản ứng trao đổi giữa rượu và este thường được sử dụng để tổng hợp các dẫn xuất enol vốn rất khó điều chế bằng các phương pháp thông thường. Vinyl axetat, có giá thành rẻ, trải qua quá trình phản ứng này, cho phép điều chế được các vinyl ete:
ROH + AcOCH=CH
2 ⟶ ROCH=CH
2 + AcOH